# 穆济基夫卡市镇
穆济基夫卡乡级市镇（烏克蘭語：Музиківська сільська громада），是乌克兰赫尔松州赫尔松区的一个市镇，行政中心为穆濟基夫卡。市镇面积为126.88平方公里，人口数量为3,798人（2017年）。

## 聚居点
该市镇包括5个村庄：
- 维孙齐（烏克蘭語：Висунці）
- 扎霍里亞尼夫卡
- 米罗什尼基夫卡（烏克蘭語：Мірошниківка (Херсонський район)）
- 穆濟基夫卡
- 斯希德内（烏克蘭語：Східне (Херсонський район)）